# Mellersta Västmanlands kontrakt
Mellersta Västmanlands kontrakt var ett kontrakt i Västerås stift. Kontraktet bildades 1995. Kontraktet upphörde den 31 december 2006 och dess församlingar överfördes till Norra Västmanlands kontrakt och Södra Västmanlands kontrakt. 

## Administrativ historik
Kontraktet bildades av 
- hela Västanfors kontrakt där församlingarna vid upplösningen överfördes till Norra Västmanlands kontrakt
  - Skinnskattebergs församling som 2006 uppgick i Skinnskatteberg med Hed och Gunnilbo församling
  - Gunnilbo församling som 2006 uppgick i Skinnskatteberg med Hed och Gunnilbo församling
  - Heds församling som 2006 uppgick i Skinnskatteberg med Hed och Gunnilbo församling
  - Norbergs församling
  - Västanfors församling som 2006 uppgick i Västanfors-Västervåla församling
  - Västervåla församling som 2006 uppgick i Västanfors-Västervåla församling
- del av Sala kontrakt där församlingen vid upplösningen överfördes till Norra Västmanlands kontrakt
  - Karbennings församling
- delar av Munktorps kontrakt där församlingarna vid upplösningen överfördes till Södra Västmanlands kontrakt
  - Hallstahammars församling som 2006 uppgick i Hallstahammar-Bergs församling
  - Bergs församling som 2006 uppgick i Hallstahammar-Bergs församling
  - Kolbäcks församling som 2006 uppgick i Kolbäck-Säby församling
  - Säby församling som 2006 uppgick i Kolbäck-Säby församling
  - Ramnäs församling
  - Sura församling